# Alfred Guillemet
Pour les articles homonymes, voir Guillemet (homonymie).
Alfred Casimir Eugène Guillemet, né le 1er juillet 1884 à Paris 6e et mort le 20 mars 1955 à Paris 5e, est un général français.

## Biographie
Alfred Guillemet est commandant en chef des troupes françaises à Madagascar.
À son décès, il est domicilié au no 13 rue Soufflot à Paris.

## Distinctions
- Médaille coloniale avec agrafe Afrique Équatoriale Française
- Croix de guerre 1914-1918 (1915)
- Commandeur de la Légion d'honneur (1942)
- Ordre de la Francisque (1942)